# Chesias rhegmatica
Chesias rhegmatica là một loài bướm đêm trong họ Geometridae.